# Ouegård
Ouegaard hørte i Middelalderen til Mariager Kloster. Gården ligger i Ove Sogn, Hindsted Herred, Ålborg Amt, Mariagerfjord Kommune. Hovedbygningen er opført i 1911.
Ouegaard Gods er på 409 hektar med Ouegaards Mølle og Barsbøl.

## Ejere af Ouegaard
- (1428-1500) Mariager Kloster
- (1500-1536) Viborg Bispestol
- (1536-1564) Kronen
- (1564-1599) Jørgen Lykke
- (1599-1600) Beate Brahe gift Lykke
- (1600-1638) Frands Jørgensen Lykke
- (1638-1650) Jacob Enevoldsen Seefeld
- (1650-1660) Jørgen Enevoldsen Seefeld
- (1660-1668) Christen Jørgensen Seefeld
- (1668-1695) Mogens Rosenkrantz
- (1695-1722) Lene Mogensdatter Rosenkrantz gift Seefeld
- (1722-1728) Niels Fuglsang
- (1728-1736) Lars Christensen
- (1736-1751) Anne Nielsdatter Fuglsang
- (1751-1769) Frederik Munch
- (1769-1779) Niels Kirketerp
- (1779-1795) Jens Clausen Foss
- (1795-1797) Anne Elisabeth Hasselbalch gift Foss
- (1797-1822) Jens Jensen Foss
- (1822-1824) Hans Svanholm
- (1824-1859) Jens Petersen
- (1859-1883) Carl Emil Petersen (søn)
- (1883-1886) Hansine de Neergaard gift Petersen
- (1886-1895) Hansine de Neergaard gift Petersens dødsbo
- (1895-1949) Erik Christen Andreas Neergaard-Petersen (søn)
- (1949-1968) Caj Wilhelm Neergaard-Petersen (søn) / Carl Hans Birger Neergaard-Petersen (bror) / Frantz Carl Lauritz Neergaard-Petersen (bror)
- (1968-1990) Caj Wilhelm Neergaard-Petersen / Christian Neergaard-Petersen (brors søn)
- (1990-1993) Caj Wilhelm Neergaard-Petersen / Christian Neergaard-Petersen / Frantz Neergaard-Petersen (bror)
- (1993-2005) Frantz Neergaard-Petersen
- (2005-2007) Frantz Neergaard-Petersen / Henrik Neergaard-Petersen (søn)
- (2007-) Henrik Neergaard-Petersen